# Římskokatolická farnost Březolupy
Římskokatolická farnost Březolupy je územní společenství římských katolíků s farním kostelem Nanebevzetí Panny Marie v děkanátu Uherské Hradiště. Římskokatolickou farnost Březolupy tvoří obce Březolupy, Svárov, Zlámanec a Šarovy.
V souvislosti s reformou diecéze z důvodu nedostatku kněží bylo požádáno o zrušení farnosti Březolupy a její sloučení s farností Bílovice.

## Historie farnosti
Poprvé se vesnice Březolupy připomíná na falsu hlásícímu se k roku 1261. Březolupy byly samostatné panství, které vlastnila řada šlechtických rodů. Březolupská farnost vznikla díky úsilí březolupského pána Jana Ferdinanda z Longueval, který byl olomouckým kanovníkem a děkanem v Hradčanech. Březolupské panství koupil 5. července 1749. Jeho snahou bylo postavit v Březolupech kostel a zřídit farnost. Roku 1774 byl sice položený základní kámen, ale až v květnu 1788 byl dosazen do nově postaveného kostela první duchovní P. Martin Gottwald, kaplan ze Zlína. Březolupská lokálie byla spravovaná bílovickým farářem. Až na základě žádosti byly v květnu 1857 povýšeny na farnost a místní kněz P. Antonín Vágner uveden 24. června téhož roku jako první farář v Březolupech.
V současnosti je farnost spravována administrátorem farnosti Bílovice, který je pro farnost Březolupy administrátor excurrendo. Kvůli nedostatku kněží je podána žádost o zrušení farnosti Březolupy a její opětovné připojení k farnosti Bílovice, ze které byla v roce 1787 vydělena.

## Duchovní správci
Od července 2011 byl administrátorem excurrendo P. Josef Říha, který v roce 2016 odešel do Uherského Hradiště, kde vystřídal P. Mgr. Jana Bronislawa Turka na postu děkana. Jeho nástupcem se na chvíli stal P. Mgr. Ing. Jindřich Peřina. Od prosince 2016 byl novým administrátorem excurrendo ustanoven P. Mgr. Pavel Macura. Toho k 1. červenci 2019 vystřídal P. Mgr. Jan Liška. V současnosti je administrátorem excurrendo bývalý kaplan farnosti P. Mgr. Ing. František Šary.

## Kostely a kaple
| Název                                | Místo     |
| ------------------------------------ | --------- |
| farní kostel Nanebevzetí Panny Marie | Březolupy |
| kaple Panny Marie Svatohostýnské     | Zlámanec  |

## Bohoslužby
Nedělní bohoslužby se konají pouze ve farním kostele Nanebevzetí Panny Marie.
| Kostel                               | Místo     | Bohoslužba (den)                  | Čas        | Poznámka                                               |
| ------------------------------------ | --------- | --------------------------------- | ---------- | ------------------------------------------------------ |
| Nanebevzetí Panny Marie              | Březolupy | neděle pátek                      | 7:15 17:00 | farní kostel                                           |
| kaple Panny Marie Svatohostýnské     | Zlámanec  | středa                            | 17:00      | kaple                                                  |
| Modlitební místo u sochy Panny Marie | Svárov    | 25. den v měsíci (květen – říjen) | 18:00      | za nepříznivého počasí ve farním kostele v Březolupech |

Aktuální pořad bohoslužeb
S odchodem kaplana z farnosti došlo od 11. ledna 2025 ke změně času nedělní mše ve farním kostele. Mše se přesunula z původních 10:30 na 7:15. Pokud v budoucnu dojde ke sloučení s farností Bílovice, hrozí konec nedělních mší pro v současnosti farní kostel Nanebevzetí Panny Marie v Březolupech.

## Aktivity ve farnosti
Ve farnosti se k pravidelné modlitbě schází modlitby matek, otců, děti a mládež na Oratoři sv. Filipa Neriho. Výuka náboženství se koná na ZŠ Březolupy a ZŠ Bílovice. Při bohoslužbách zpívá scholička, schola a chrámový sbor. Farnost vydává pro své potřeby farní zpravodaj pod názvem Salve Regina (Zdrávas královno), který vychází jednou za dva měsíce (počínaje prosincem) vždy v první neděli v měsíci. V měsíci květnu se farnost zapojuje do Noci kostelů, při níž otevírá veřejnosti prostory kostela, kostelní věže, fary a připravuje doprovodný program. 
Ve farnosti se pravidelně pořádá tříkrálová sbírka. V roce 2019 dosáhl výtěžek sbírky v Březolupech 55 927 Kč, na Svárově 9 826 Kč, ve Zlámanci 15 000 Kč, v Šarovech 10 074 Kč.